# Eragrostis pilgeriana
Eragrostis pilgeriana là một loài thực vật có hoa trong họ Hòa thảo. Loài này được Dinter ex Pilg. mô tả khoa học đầu tiên năm 1914.